# Parlament Federacji Bośni i Hercegowiny
Parlament Federacji Bośni i Hercegowiny (bośn. i chorw. Parlament Federacije Bosne i Hercegovine, serb. Парламентарна скупштина Босне и Херцеговине, Parlament Federacije Bosne i Hercegovine) – bikameralny parlament, organ władzy ustawodawczej Federacji Bośni i Hercegowiny (jednej z dwóch głównych składowych państwa Bośnia i Hercegowina, obok Republiki Serbskiej) składający się z dwóch izb – Izby Reprezentantów oraz Izby Narodów, których kadencja trwa 4 lata.
- Izba Reprezentantów (bośn. Predstavnički dom, chorw. Zastupnički dom, serb. Представнички дом, Predstavnički dom) – zasiada w niej 98 członków wybieranych w wyborach powszechnych i bezpośrednich na terenie Federacji Bośni i Hercegowiny, a każda z głównych grup etnicznych (Boszniacy, Chorwaci, Serbowie) jest reprezentowana przynajmniej przez 4 przedstawicieli.

- Izba Narodów (bośn. i chorw. Dom naroda, serb. Дом народа, Dom naroda) – zasiada w niej 58 członków, których mianują poszczególne kantony, z zachowaniem proporcji, zgodnie z którą w Izbie zasiada po 17 reprezentantów głównych grup etnicznych oraz 7 przedstawicieli mniejszości.

Obydwie izby wybierają za pomocą większości zwykłej jednego Boszniaka, Chorwata i Serba, spośród swoich członków, którzy to obejmują stanowisko przewodniczącego i wiceprzewodniczącego izby.
Do zadań Parlamentu należy między innymi wybór Prezydenta i wiceprezydentów Federacji oraz zatwierdzanie rządu.